# Paolo Caccia Dominioni

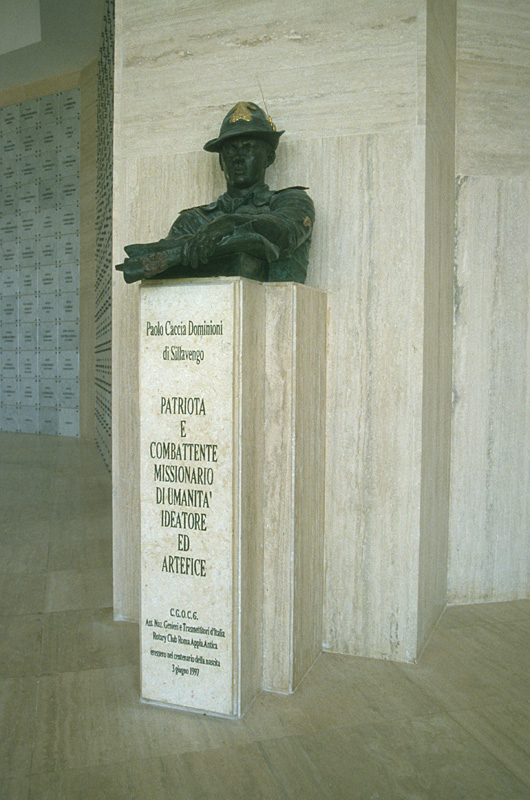
Denkmal für Paolo Caccia Dominioni im Zentralturm des italienischen Soldatenfriedhofs in El Alamein

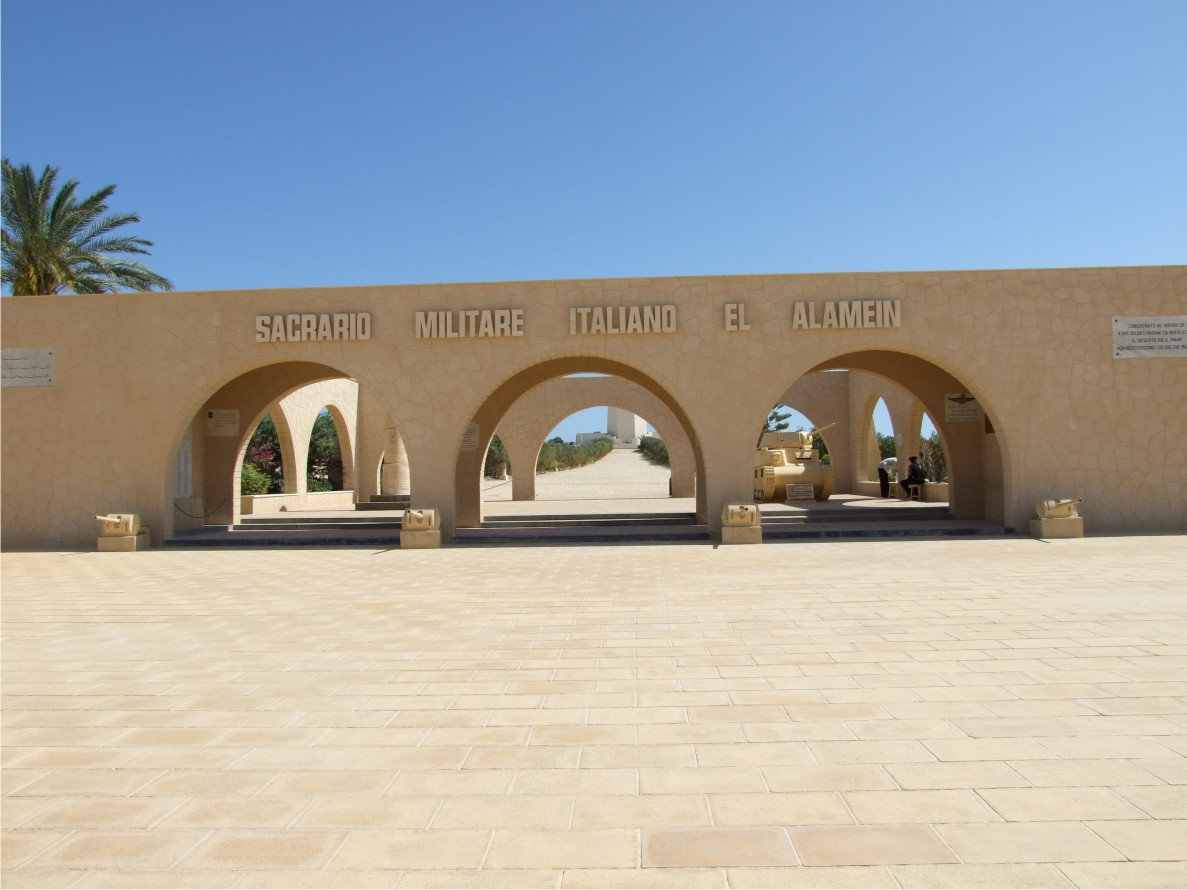
Der von Paolo Caccia Dominioni entworfene italienische Soldatenfriedhof El Alamein. Hier ruhen 5200 italienische Soldaten.

Graf und Baron Paolo Caccia Dominioni di Sillavengo (* 4. Mai 1896 in Nerviano bei Mailand; † 12. August 1992 in Rom) war ein italienischer Ingenieur, Architekt, Offizier und Schriftsteller. Bekanntheit erlangte er wegen seiner jahrelangen Bemühungen, Gefallene der Schlacht von El Alamein zu bergen, zu identifizieren und zu bestatten.

## Leben
Caccia Dominioni stammte aus einer lombardischen Adelsfamilie. Sein Vater Carlo war Diplomat, weswegen Paolo einen großen Teil seiner Jugend im Ausland verbrachte. 1913 schrieb er sich im Polytechnikum Mailand ein und studierte dort Ingenieurwissenschaften. Bei Ausbruch des Ersten Weltkriegs trat er in Palermo als Kriegsfreiwilliger in das 10. Bersaglieri-Regiment ein. Von November 1915 bis März 1916 absolvierte er in Turin eine Kurzausbildung zum Offizier. Als solcher kämpfte er erst in einer Brückenpionier-Einheit am Isonzo und dann in einer Flammenwerfer-Teileinheit. Nachdem sein Bruder Ende Januar 1918 gefallen war, versetzte man Paolo Caccia Dominioni im April 1918 nach Libyen, wo er an der Spanischen Grippe erkrankte.
1919 kehrte er nach Italien zurück. Er wurde dort Mitglied der faschistischen Partei, wandte sich von dieser jedoch bereits 1921 wieder ab. Nach Abschluss seines Ingenieur- und Architekturstudiums ging er 1924 nach Ägypten. Dort und in den Nachbarländern entwarf er etliche Bauwerke. 1931 wurde er vom Militär vorübergehend reaktiviert und bei einer Erkundungs- und Vermessungsmission im Süden Libyens eingesetzt, nach der er die Beförderung zum Hauptmann erhielt. Eine weitere Reaktivierung erfolgte 1935 wegen des Krieges in Äthiopien, wobei Caccia Dominioni unter anderem als Spion im Sudan eingesetzt wurde. Nach Ausbruch des Zweiten Weltkriegs wurde er 1941 erneut reaktiviert und wegen seiner Auslands- und Sprachkenntnisse (Französisch, Englisch, Deutsch, Arabisch, einige afrikanische Sprachen) wiederum dem Militärgeheimdienst SIM zugeteilt. Nachdem er seine Versetzung zur Pioniertruppe verlangt hatte, übernahm er im Juli 1942 als Major das Kommando über das 31. Kampfpionierbataillon in Nordafrika. Für seinen Einsatz in der ersten Schlacht von El Alamein erhielt er von Erwin Rommel das Eiserne Kreuz zweiter Klasse, für die Zweite Schlacht die italienische silberne Tapferkeitsmedaille. Bis Mai 1943 blieb er wegen seines schlechten Gesundheitszustandes in Behandlung. Anschließend übernahm er ein Gebirgspionierbataillon.
Nach dem Waffenstillstand von Cassibile und der deutschen Besetzung Italiens ging Caccia Dominioni im September 1943 in den Untergrund. In seinem Heimatort Nerviano organisierte er eine der ersten Partisanengruppen der Resistenza, ab Januar 1944 kämpfte er dann in der 106. Garibaldi-Brigade. Im Juli und August 1944 sowie im Januar 1945 war er vorübergehend inhaftiert. Im April 1945 wurde er kurz vor den Aufständen in Norditalien Chef des Stabes des Corpo Lombardo Volontari della Libertà, einer größeren Partisanenformation in der Lombardei.
Nach dem Krieg kehrte er in sein Ingenieurbüro nach Kairo zurück. 1948 erhielt er dort von der italienischen Botschaft den Auftrag, sich um den italienischen Soldatenfriedhof in El Alamein zu kümmern. Er plante und baute dort nicht nur den neuen, noch heute bestehenden italienischen Soldatenfriedhof, sondern suchte vor Ort in der Wüste über zehn Jahre lang nach sterblichen Überresten von Gefallenen aller an der Schlacht beteiligten Armeen. Die Suche fand zum Teil in Minenfeldern statt, wobei es zu zwei Explosionen kam, die sechs seiner Mitarbeiter das Leben kosteten. 1958 kehrte Caccia Dominioni nach Italien zurück und heiratete dort, verbrachte aber im weiteren Verlauf immer wieder Zeit in El Alamein. Als Architekt entwarf und realisierte er bis zu seinem Lebensende mehrere Soldatenfriedhöfe und Gedenkstätten, darunter den Sacrario Militare dei Caduti d’Oltremare in Bari, wo zahlreiche in „Übersee“ (Afrika) gefallene italienische Soldaten bestattet wurden. Daneben betätigte er sich auch als Schriftsteller. Zu seinen bekanntesten Werken gehört Alamein 1933-1962.
Oberstleutnant Paolo Caccia Dominioni starb 1992 mit 96 Jahren im Celio-Militärkrankenhaus in Rom. Im Jahr 2002 verlieh ihm Staatspräsident Carlo Azeglio Ciampi anlässlich des 60. Jahrestages der Schlacht von El Alamein die goldene Militärverdienstmedaille.

## Werke
- La fine del Carso. Tipografia A. Procaccia, Alexandria 1928.
- Basta con questa guerra. Stamperia Lencioni, Kairo 1931.
- Amhara – Chroniques de la Patrouille Astrale. Plon, 1937.
- Resurrezione e ardore di un cantiere in terra lontana Ankara d'anatolia, estate 1938-XVI. Rizzoli, 1938.
- Diario di Bordo. 1944.
- Casa del perduto amore. H. Urwand & fils, Kairo 1949.
- I Ragazzi della Folgore (Vorarbeit von Alberto Bechi Luserna). Alfieri, 1956.
- Alamein 1933-1962. Longanesi, 1962.
- Diario 1915-1919. Longanesi, 1965.
- Ascari K7. Longanesi, 1966.
- Takfir. Cronaca dell'ultima battaglia di Alamein nei documenti del 31º Battaglione guastatori d'Africa. Longanesi, 1967.
- Le 300 ore a Nord di Qattara. Longanesi, 1972.
- Alpino alla Macchia. Cavallotti, 1977.
- La frana del San Matteo. Cavallotti, 1983.